# Инсбрук (аэропорт)

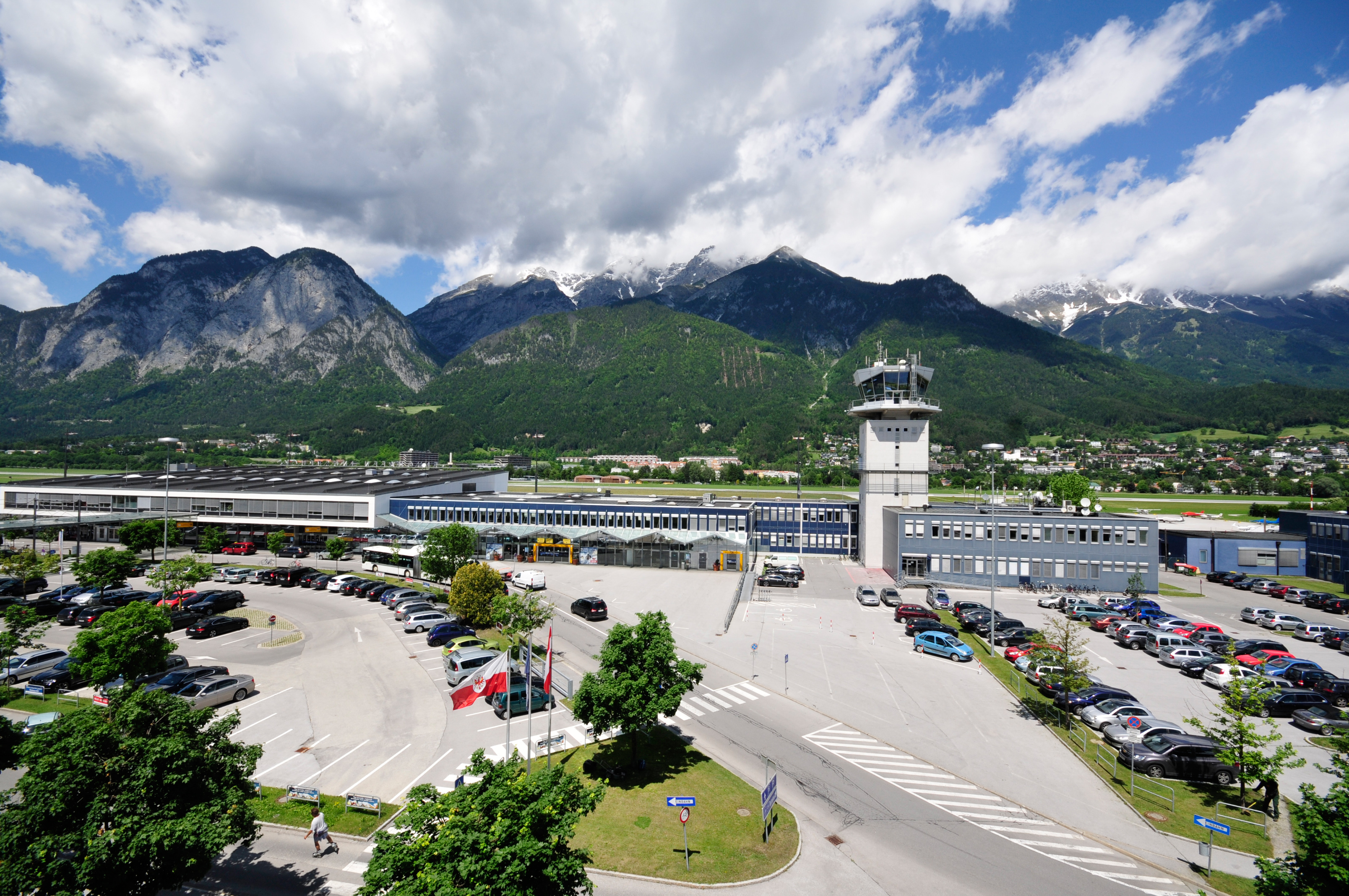

Международный аэропорт Инсбрука Кранебиттен — крупнейший аэропорт в Тироле (Западная Австрия). Имеет одну взлётно посадочную полосу длиной 2000 метров с асфальтовым покрытием. 
Из него выполняются регулярные рейсы в города альпийского региона, а также сезонные рейсы по другим направлениям. Зимой пассажиропоток существенно увеличивается за счёт туристов, прилетающих на лыжные курорты австрийских Альп. Аэропорт Кранебиттен — порт приписки авиакомпаний Welcome Air, Austrian Arrows и Air Alps. 
Аэропорт расположен приблизительно в 4-х километрах от центра Инсбрука. Он связан с городом и главным вокзалом Инсбрука автобусной линией F. Рейсы осуществляются каждые 15 минут, их продолжительность — 18 минут.

## Авиакомпании и направления
- Austrian Airlines: Лондон (Гэтвик, сезонный), Москва (Домодедово, сезонный), Варшава (сезонный);
- Austrian Arrows: Франкфурт, Ньюкасл (сезонный), Вена;
- GB Airways: Лондон (Гэтвик, сезонный);
- Welcome Air: Антверпен, Гётеборг, Грац, Ганновер, Осло (Торп), Роттердам, Ставангер.

Помимо этих регулярных рейсов, аэропорт Инсбрука также обслуживает ряд внутриавстрийских и европейских чартерных направлений. Компания S7 из аэропорта Инсбрука осуществляет регулярные рейсы в Москву.